# Clarence Saunders
Pour les articles homonymes, voir Clarence Saunders (athlète) et Saunders.
Clarence Saunders, né le 9 août 1881 et mort le 14 octobre 1953, est un homme d'affaires américain, pionnier du magasin de vente au détail en libre-service.
Détenteur du brevet d'un magasin libre-service déposé en 1917, l'Américain Clarence Saunders va incarner et développer cette formule véritablement révolutionnaire. En septembre 1916, il ouvre à Memphis un magasin-pilote à l’enseigne Piggly Wiggly (Petit cochon à perruque). Saunders n’y propose que des marchandises préemballées et « prévendues » par la publicité. Il est l’un des premiers à étiqueter tous ses articles, posés bien en vue sur des étagères et des gondoles, à portée de main des clients.

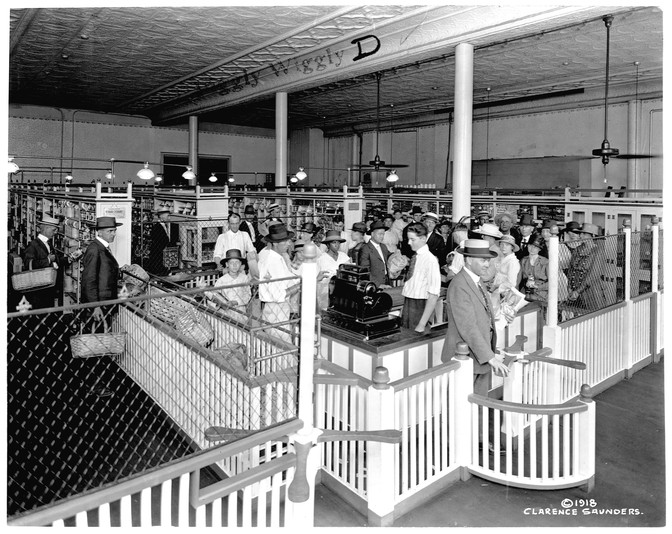
Le premier magasin Piggly-wiggly à Memphis, Tennessee

Avec près de 3 000 magasins, il devient en 1929 la deuxième enseigne américaine d’épicerie. À la suite d'un conflit avec ses adhérents, les actions de son entreprise s'effondrent en bourse. 
Ruiné, il lance des magasins automatisés, ce qui échoue à l'époque.